# Ful·ló
Ful·ló (en llatí Fullo) era un dels cognomens que utilitzava la gens Apústia de Roma, nom que derivava probablement de l'ocupació d'algun dels Apustii, bataners o rentadors de peces de llana.
Alguns personatges amb aquest cognom van ser:
- Luci Apusti Ful·ló, cònsol el 226 aC.
- Luci Apusti Ful·ló magistrat romà, edil i pretor urbà.